# Joseph Frey
Pour les articles homonymes, voir Frey et Levi.
 (mai 2013).
Si vous disposez d'ouvrages ou d'articles de référence ou si vous connaissez des sites web de qualité traitant du thème abordé ici, merci de compléter l'article en donnant les références utiles à sa vérifiabilité et en les liant à la section « Notes et références ».
Joseph Samuel Christian Frederick Frey (né Joseph Levi en 1771 et mort en 1850) est un missionnaire chrétien anglais d'origine juive.

## Biographie
Il est le fils de Samuel Levi, tuteur privé pendant 19 ans dans une famille juive de Maynburnheim. En 1809, il fonde la London Society for Promoting Christianity Among the Jews après quelques différends avec la London Missionary Society. Il remet en cause la prophétie des 70 jours du Christ dans Daniel 9, dont il considère que le temps est expiré et conclut à l'arrivée tardive du Messie. 